# 久武親信
久武親信（ひさたけ ちかのぶ，生年不詳 - 天正7年5月21日（1579年6月15日）），安土桃山時代的武將。長宗我部氏家臣。久武昌源之子。久武親直之兄。

## 略歷
仕於長宗我部元親，由於性格誠實，受到元親重用，獲贈高岡郡佐川城。
1577年，擔任南伊予方面軍總指揮（伊予軍代），討伐川原崎氏。1579年進攻宇和郡岡本城時，因誤中城將土居清良的計策遭到討死。
親信曾在有馬温泉與羽柴秀吉會見，因此見識到秀吉的器量非比常人。
然而，由於感覺弟弟親直的性格會為家族帶來危害，於是在岡本城攻防戰戰死前，曾向長宗我部元親說道：「弟弟彦七（親直）是腹黑男（表面和善温良，内心黑暗邪惡），不能立為家督」，最終還是被親直承襲家督。